# Seaton (Durham)
Seaton – wieś w Anglii, w hrabstwie Durham. Leży 15 km na północny wschód od miasta Durham i 380 km na północ od Londynu.